# Monte Modino
Il monte Modino (1.557 m s.l.m.) è una cima situata nel cuore dell'Appennino tosco-emiliano. Il Monte separa la Valle delle Tagliole (con i suoi borghi di Ca' di Gallo, Ronchi, La Piana e Rotari) dall'abitato di Fiumalbo. Dagli abitanti del luogo la cima è più conosciuta come Castelluccio. A prima vista, a causa della strettezza della valle il Monte appare imponente; nella parte rivolta verso Fiumalbo ha un pendio dolce e coperto di vegetazione, mentre nella parte rivolta verso la Valle delle Tagliole è particolarmente roccioso, scosceso ed arido.

## Geosito

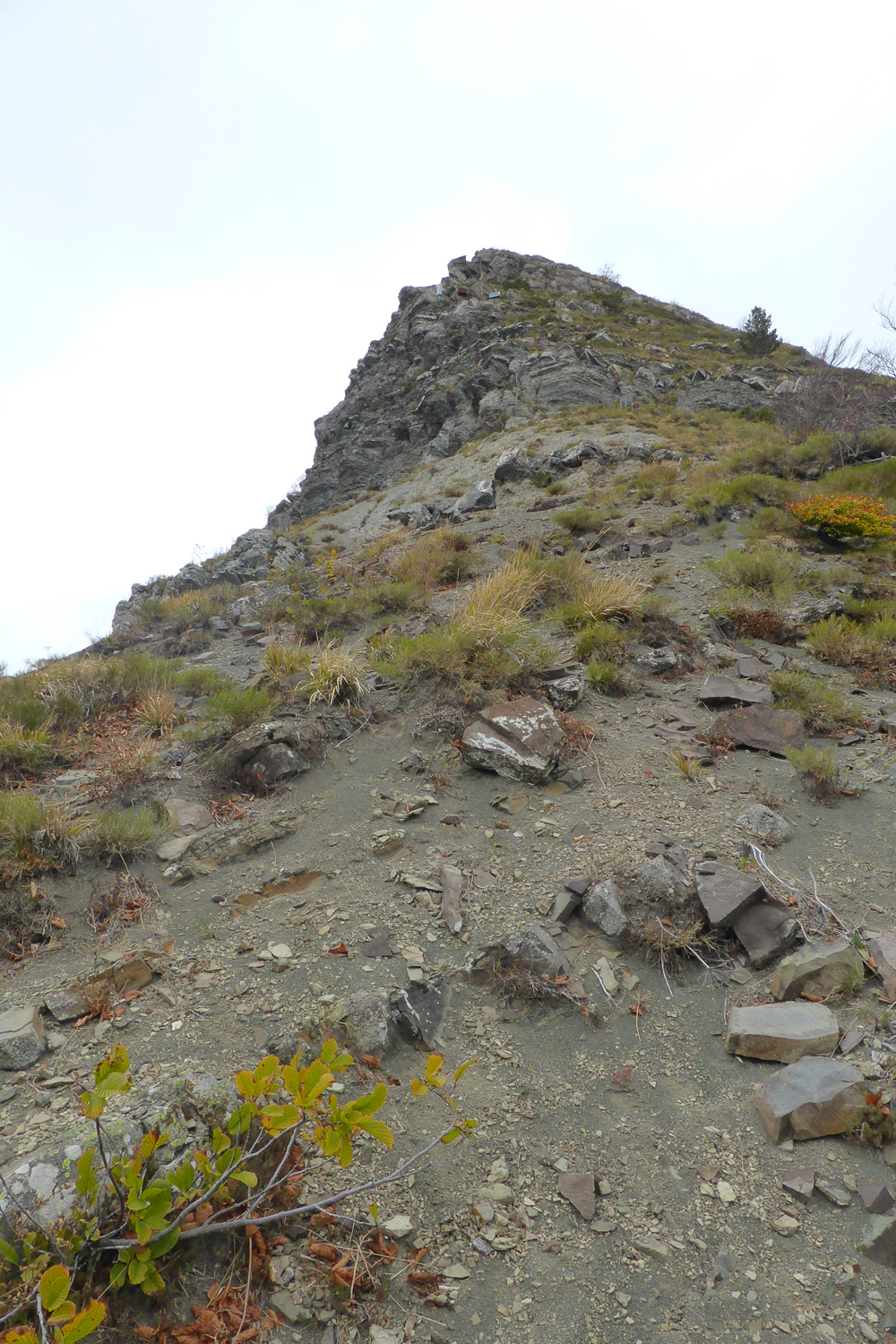
Affioramenti alla base del Monte Modino

La parete meridionale del Monte Modino è un geosito di rilevanza regionale, caratterizzato da uno spettacolare affioramento, in cui si osserva l'omonima formazione nella sua area tipo e le diverse litofacies che compongono la formazione argilloso-calcarea che sta alla sua base.
In successione rovesciata si osservano:
- argilliti scure, manganesifere, con rari livelletti siltitici molto boudinati e spezzoni di strati calcarenitici;
- livello di brecce a clasti centimetrici e decimetrici a elementi calcarei per lo più di palombini;
- livello di brecce noto come "brecce della Strada del Duca", di spessore variabile (circa un metro nella zona della sezione, ma che raggiunge alcuni metri nelle zone limitrofe). Nella breccia, grano-sostenuta e gradata, sono macroscopicamente riconoscibili abbondanti clasti di dolomie e selci verdi tipo diaspri;
- livello di brecce a clasti calcarei;
- argilliti variegate verdi e nere con intercalazioni di calcareniti grigie gradate con liste di selce scura e in strati di spessore compreso fra 10 e 30 cm;
- brecce non gradate a elementi calcarei e argillitici con clasti fino a qualche dm e livelli discontinui di calcareniti e calciruditi.[1]

L'età attribuita alle argille variegate della zona della Strada del Duca è dubitativamente riferibile al Cretaceo inferiore (circa 135 milioni di anni), ma non si esclude un'età relativamente più recente.